# Антигон (сын Эхекрата)
Антигон (др.-греч. Ἀντίγονος; II век до н. э.) — представитель династии Антигонидов.

## Биография
Отцом Антигона был Экехрат, сын Деметрия Красивого и брат Антигона III Досона. По замечанию Кузьмина Ю. Н., Антигон занимал важное положение при дворе царя Филиппа V.
В 180 году до н. э. Филипп в результате организованной интриги своего старшего сына Персея отдал тайное распоряжние убить младшего — Деметрия. Персей же приобретал всё большее влияние и силу. Через несколько месяцев Антигон, по свидетельству Тита Ливия, «единственный среди близких друзей, сохранивших верность Филиппу, что сделало его злейшим врагом Персея», сообщил царю о свидетеле ложности обвинений в адрес Деметрия. Тот принял решение назначить своего родственника преемником, рассчитывая, что его благословение будет решающим: «Филипп считал, что македонянам не придется ни стыдиться, ни сожалеть, если Антигон станет царем, — тем более, что свежа еще слава его дяди». После отбытия Персея во Фракию Филипп отправился в поездку по стране, чтобы объявить о своём решении. Как отметил Тит Ливий, если бы царь прожил дольше, он бы несомненно смог передать власть Антигону. Однако вскоре Филипп скончался в Амфиполе. Если бы Антигон мог быть рядом или о смерти было сразу объявлено, он смог ещё занять трон, замечает античный историк. Но врач Каллиген, скрывая факт произошедшего, направил гонцов к Персею, который овладел престолом и отдал приказ казнить Антигона.